# C.A. Broberg
Christian August Broberg (født 3. april 1811 i København, død 30. april 1886 sammesteds) var en dansk handelsmand og politiker.

## Ungdom
Han var en søn af grosserer Christian Mortensen Broberg, som drev en betydelig forretning i København, og hvis firma nød stor anseelse på Børsen. Moderen, Anna Casine f. Edsleff (født i Norge 1774, død 1851), havde først været gift med en købmand Jensen fra Flensborg, der havde nedsat sig i Christiania. Sønnen blev af faderen sat i en lærd skole og absolverede sin eksamen artium i en alder af 17 år. Det var dog ikke meningen, at han skulle fortsætte sine akademiske studier, og han blev straks efter sin eksamen ansat på faderens kontor, hvor han arbejdede i nogle år. Han foretog senere flere forretningsrejser til udlandet, indtil han endelig (1832) for et længere tidsrum tog fast ophold i Messina, hvor han fik ansættelse hos det allerede den gang betydelige handelshus Ferd. Baller & Co., i hvilket han endog en tid var associé. I 1835 vendte Broberg tilbage til København og indtrådte som kompagnon i faderens firma, Chr. Broberg & Søn, for hvilket han ved faderens død blev ene chef i året 1852. Borgerskab som grosserer tog han 1844. I Københavns handelsverden måtte Broberg som følge af sin hele stilling, dannelse og store kendskab til de merkantile forhold være selvskreven til at spille en fremragende rolle, og man ser ham da også allerede i 1843 som medlem af Grosserer-Societetets komité, i hvilken han vedblev at fungere indtil 1863, de senere år som komiteens næstformand. I 1844 blev han valgt til repræsentant i Nationalbanken og i 1845 til Borgerrepræsentant, hvilken stilling han dog kun indtog i den valgte 6-årige funktionstid, da tidens mægtige politiske brydninger alt mere og mere optoge den driftige og for sit fædreland altid varmt følende mand. I 1849 valgtes Broberg også til Folketingsmand, og fra denne tid delte han sin virksomhed i to retninger – købmandens og politikerens.

## Opgang og nedgang
Som købmand vedblev Broberg at spille en meget fremtrædende rolle; ved siden af et betydeligt rederi drev han navnlig en meget stor handel med kaffe; hans skibe bragte ham stadig ladninger hjem fra Rio de Janeiro, og han opnåede, at hans firma ganske ubetinget kom til at indtage rang som nordens største kaffeimportør. Broberg yndede meget at sysle med statistiske beregninger og konklusioner; han udgav stadig store beretninger om artiklen kaffe, både på dansk og tysk, og disse læstes også på fremmede handelspladser med stor interesse, om man endog meget ofte fandt, at Broberg vovede sig ud over grænserne for en handelsberetnings rækkeevne. I 1853 var han medstifter af Laanebanken, og i 1857 var han blandt indbyderne til oprettelsen af Privatbanken, hvis bankråds formand han straks blev og vedblev at være, så længe han levede. Hans veltrufne portræt i olie smykker væggen i bankens direktionsværelse. Den gang, da Privatbanken stiftedes, havde Broberg netop haft lejlighed til at lære C.F. Tietgen at kende og med sit skarpe blik opdaget, hvilke egenskaber der slumrede hos denne mand; han så i ham, som direktør for den første, store private bank, den rette mand på den rette plads, og tiden har vist, hvor rigtig han så. Fra denne periode stammer et venskab mellem Broberg og Tietgen, der har fået sit udslag i de mange industrielle og økonomiske foretagender, som den sidste har "startet", og i hvis bestyrelser den første for det meste har haft sæde. Af de mange merkantile tillidshverv, som have været Broberg overdragne, må dernæst nævnes hans virksomhed som medlem af den komité, der i den store krise i 1857 forhandlede med regeringen om bistand for den betrængte handelsstand (komitéens øvrige medlemmer var Ole Bernt Suhr og Lauritz Peter Holmblad), og som kommitteret i De private Assurandørers Forening, hvori han i en lang årrække (1842-86) virkede med overordentlig nidkærhed. Herhen hører vel også nærmest at nævne, at han var kasserer for den komité, der dannedes i 1859 for Frederiksborg Slots genopførelse. Vi ser således, at Broberg indtog en meget fremskudt stilling på Københavns børs, og at hans forretning bestandig tiltog i omfang og anseelse, indtil også den ramtes af skæbnens hårde slag; kaffekrisen i 1874 bragte firmaet Chr. Broberg & Søn så store tab, at det senere aldrig kunne forvinde dem. C.A. Broberg var netop på en rejse i det sydlige Frankrig, da efterretningen herom nåede ham; han ilede straks hjem, og aldrig har måske hans betydning som købmand vist sig i et større lys end netop den gang, da han med kraft greb tøjlerne og reddede det synkende vrag uden at lade sig kue af den store omvæltning i hans forhold. Han havde mistet sin store formue; men han bar sit tab med en sjælsstorhed og resignation, der uvilkårlig aftvang almindelig beundring, og han vedblev at arbejde i forretningen sammen med sin søn og associé (partner), indtil han i 1882 trak sig helt ud af den. Det bedste bevis på den agtelse, som Broberg nød på Børsen, er fra denne tid. Handelsstanden skulle have en repræsentant i Landstinget, da en vakance indtrådte i 1882, og skønt Broberg allerede var en gammel mand, henvendte man sig til ham, og han modtog valget. At han som Landstingsmand denne gang ikke fik lejlighed til at udrette noget af særlig betydning for handelen, skyldes mere den tids sørgelige politiske tilstande end mangel på virkelyst og arbejdsdygtighed hos ham.

## Politisk karriere
Det var ikke første gang, at Broberg havde været medlem af den lovgivende forsamling; tvært imod, som forud antydet, havde han en temmelig betydelig og virksom politisk fortid. I 1849 blev han valgt til Folketingsmand for Københavns 2. kreds, men faldt i året 1853, da han stillede sig til genvalg i samme kreds. I 1854 gik han på ny af med sejren, denne gang i Københavns 3. Kreds, og havde nu sæde i Folketinget til 1856, da han efter Fællesforfatningens vedtagelse valgtes ind i Rigsrådet, hvor han forblev indtil 1863. I 1864 blev han medlem af Rigsrådets Landsting, og i 1866 trak han sig ganske tilbage fra al politisk virksomhed, til han i 1882, som omtalt, valgtes ind i Landstinget. Hans virksomhed som politiker har ikke været af særlig betydning; han var altid en nidkær og flittig arbejder, der med energi og livfuldt fyldte sin plads, pålidelig for sit parti; men hans egentlige virksomhed var dog fortrinsvis i merkantile sagers forhandling, og han forsøgte navnlig med aldrig svigtende ihærdighed at fremme en toldlovgivning, der måtte være handelen til så stor nytte som mulig; nærmest måtte han vel anses for at være frihandelsmand.
Broberg var dekoreret med Dannebrogordenens Kommandørkors (1874) samt havde titel af etatsråd; han døde 30. april 1886. Han havde 1835 ægtet Ida Frederikke Gotschalk (5. februar 1814 – 13. april 1877), datter af grosserer Frederik Gotschalk.
Han lod i årene omkring 1855 landstedet Havslunde opføre ved arkitekt N.S. Nebelong. Det blev nedrevet i 1965.
Brobergsgade på Christianshavn er opkaldt efter ham.